# ВАЗ-2103
ВАЗ 2103 — чотиридверний класичний седан Волзького автозаводу.

## Опис

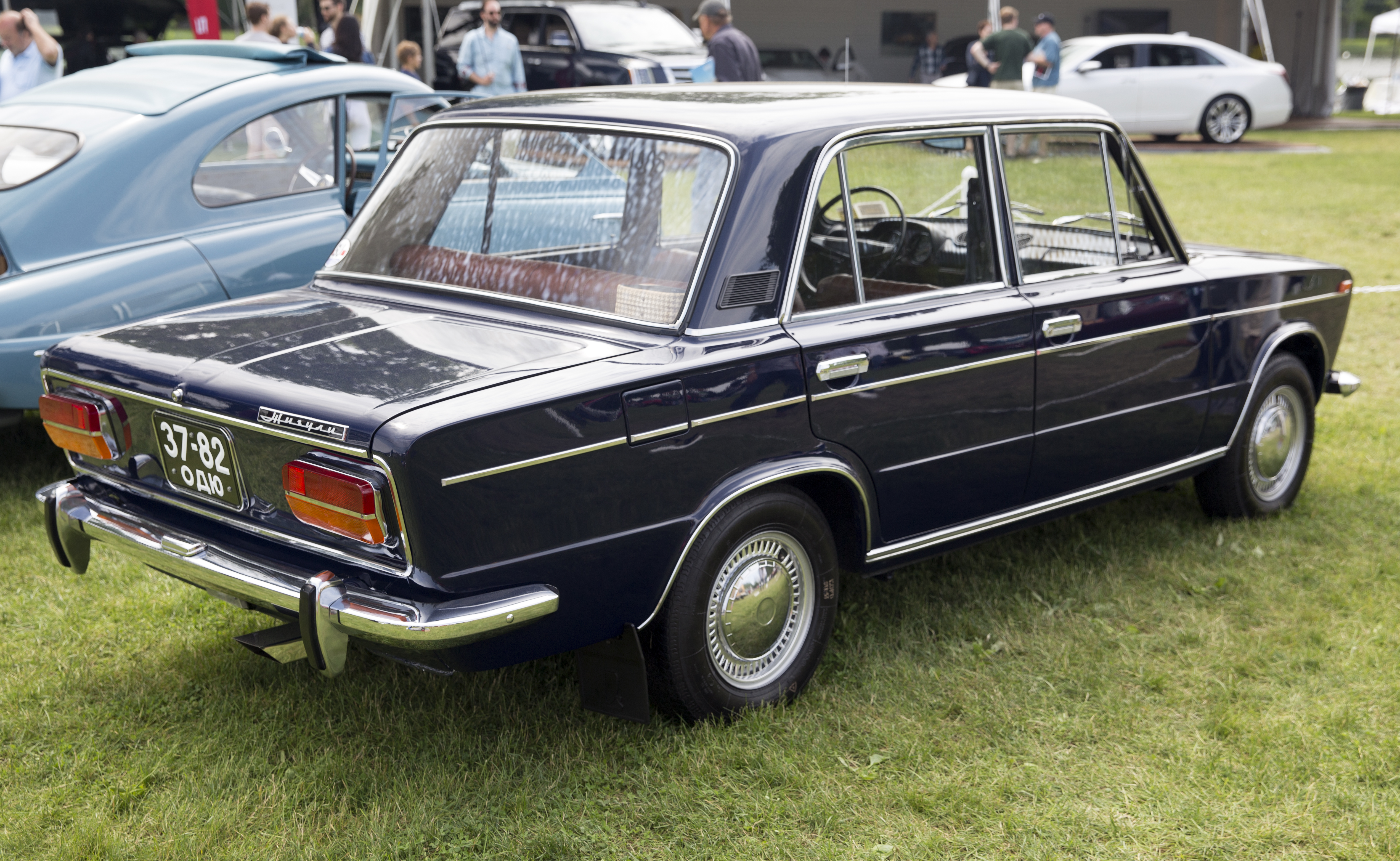
ВАЗ-2103

У 1972 році ВАЗ запустив у виробництво потужнішу версію «Жигулів» — ВАЗ-2103, яка багатьма сприймалась як абсолютно нова, потужніша і комфортабельніша модель, а відповідно — значно «престижніша» й дорожча. Насправді це була лише модифікація «Люкс», що відповідала Fiat 124 Special 1968 року, конструкцію якої переробили аналогічно до того, як базовий Fiat 124 перетворився на ВАЗ-2101. Освоєння її виробництва передбачалося угодою з концерном FIAT дещо пізніше від базових моделей, а для її комплектації передбачався 1,5-літровий двигун моделі 2103 потужністю 77 к.с.
У 1972 році також почалося виробництво моделі ВАЗ-21035, яка зовні повністю ідентична ВАЗ-2103, але з двигуном ВАЗ-2101. Виробництво ВАЗ-21033, зовні повністю ідентичного ВАЗ-2103, але з двигуном ВАЗ-21011, розпочалось у 1977 році.

## Особливості
Базовий 72-сильний двигун ВАЗ-2103 дозволяв досягти швидкості 100 км/год за 17 секунд, роблячи його найдинамічнішим з масових радянських автомобілів тих років і конкурентним по динаміці із західними аналогами по класу.

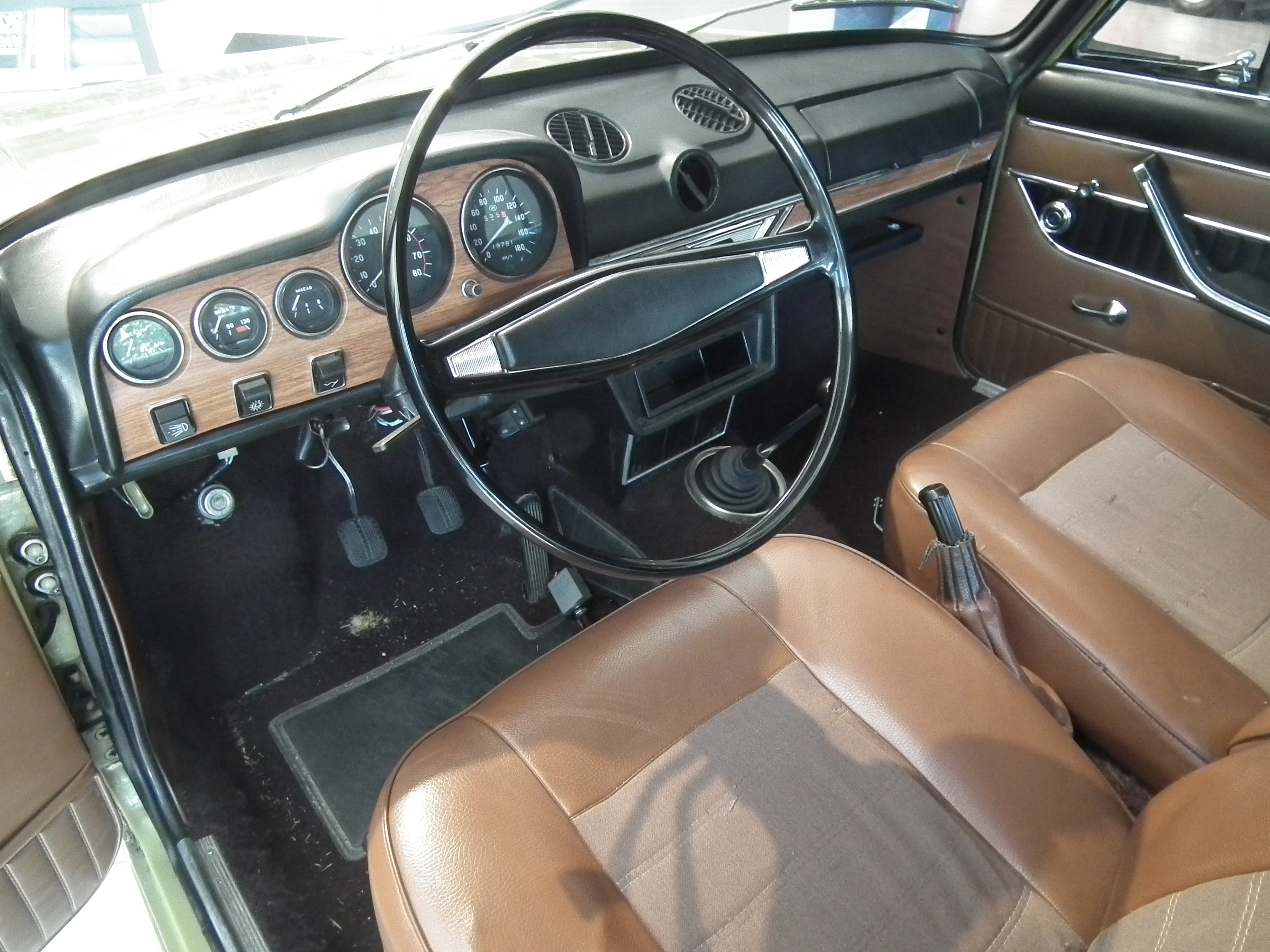
Салон ВАЗ-2103

Відмінності в обробці салону 2103 від ВАЗ-2101 були значними. Простір над головою збільшено на 15 мм, а відстань від стелі до сидіння становила 860 мм. Панель приладів, в якій встановлені годинник і — спадщина спортивних розробок «Фіата» — тахометр, змінена повністю. З'явилися товсті тканинні килими на підлозі, що поліпшили зовнішній вигляд і шумоізоляцію. Були введені додаткові пластикові накладки, завдяки чому в салоні практично не залишилося «голого» металу — згідно зі стандартами сімдесятих років. Багажник також мав обробку з формованого пластика.
За 12 років було випущено 1304899 автомобілів «третьої» моделі. Довгий час ВАЗ-2103 заслужено вважалася комфортабельною, надійною і динамічною машиною, а деякі цінителі марки вважають її найелегантнішою і стильною моделлю ВАЗу взагалі. Прийшовши на зміну, модель ВАЗ-2106 випускалася до 2006 року і широко експлуатувалася в Росії і країнах СНД.

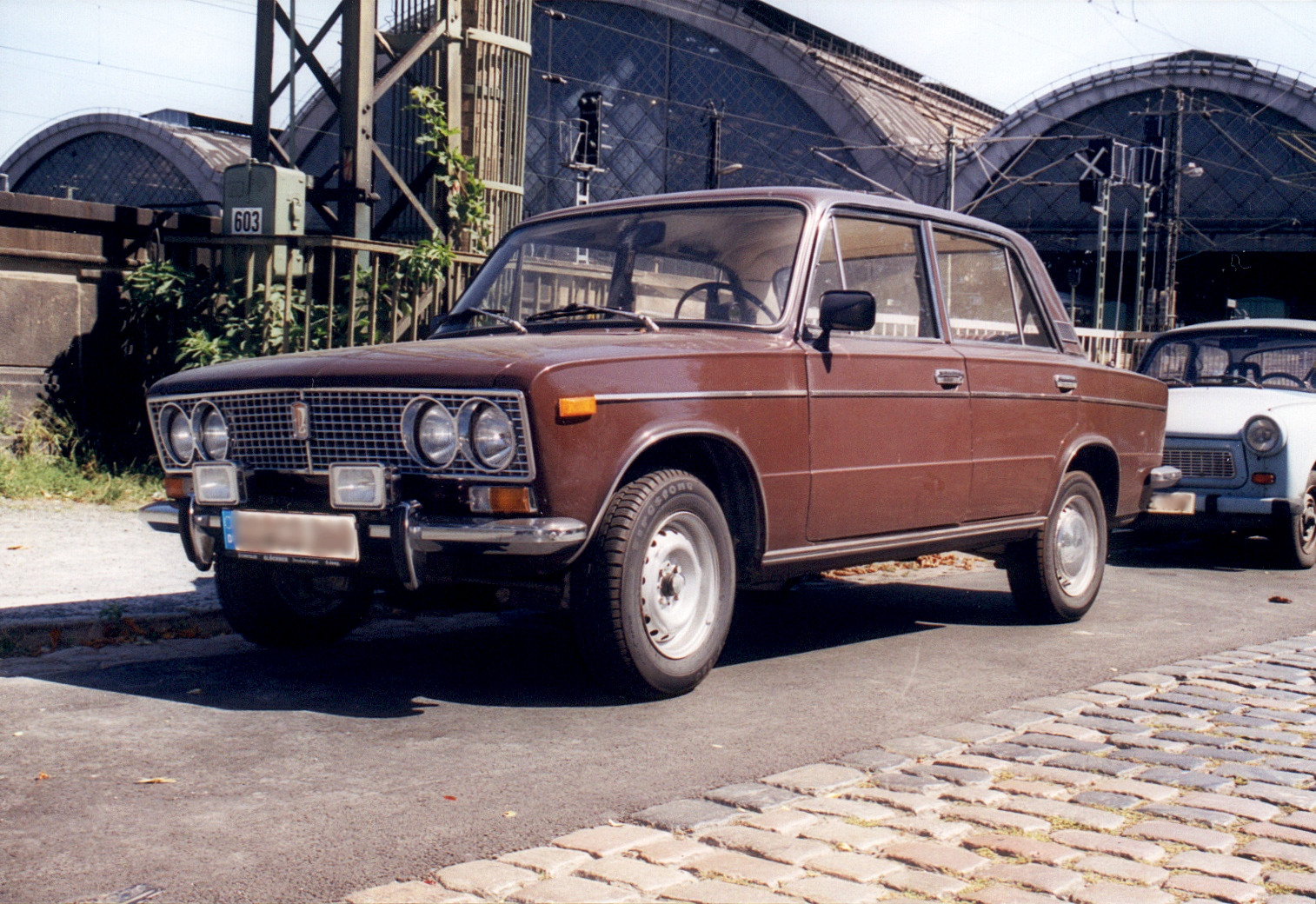
ВАЗ-2103 з деталями оформлення від ВАЗ-2106

## Модифікації

### Серійні
- ВАЗ-21031 — 1975, дрібносерійна з двигуном ВАЗ-2106 (1,6 л 75 к.с.)
- ВАЗ-21032 — 1973—1981, для експорту в країни з лівостороннім рухом.[2]
- ВАЗ-21033 — 1977—1983, з двигуном ВАЗ-21011 (1,3 л 69 к.с.) [2]
- ВАЗ-21035 — 1973—1981, для експорту з двигуном ВАЗ-2101 (1,2 л 64 к.с.) [2]

### Несерійні
- ВАЗ-2103 Універсал — 1976, зібрано 3 дослідних екземпляри, в «серію» модифікація не пішла.[2].
- ВАЗ-2103 Porsche — в 1976 році компанія Porsche запропонувала варіант модернізації ВАЗ-2103, позбавлений всіх хромованих деталей. Модернізація не була прийнята.[2]
- ВАЗ-2103 Фаетон — виготовлена для участі в парадах заводською групою автокаскадерів «Автородео».[2]
- ВАЗ-2103 трьохвісьовий фаетон — виготовлена для участі в парадах заводською групою автокаскадерів «Автородео». Має три ряди сидінь, фари і бампери від ВАЗ-2105.[2]

## В ігровій і сувенірній індустрії
Масштабна модель ВАЗ-2103 яскраво-зеленого кольору в масштабі 1:43 в 2010 році вийшла в рамках проекту «Автолегенди СРСР» від видавництва «ДеАгостіні» під номером 8.
До цього модель ВАЗ-2103 вийшла в «регулярній» серії IST (№IST018), також в журнальній серії Kultowe Auta PRLu в Польщі під номером 4 (колір обох моделей — бордовий). В місті Куйбишеві, на заводі ПП Екран, випускалась іграшка ВАЗ-2103 приблизно в масштабі 1:43. Модель ВАЗ-2103 в масштабі 1:43 випускається дрібносерійними партіями в студії AS scale model в місті Воронеж.